# Ночной Дозор (фильм, 2004)
«Ночно́й Дозо́р» — российский фильм в жанре городского фэнтези, снятый в 2004 году режиссёром Тимуром Бекмамбетовым по мотивам одноимённого романа Сергея Лукьяненко. Фильм рассказывает о тайной борьбе светлых и тёмных мистических сил в современной Москве.
«Ночной дозор» имел большой успех в прокате. Он установил новый рекорд кассовых сборов для своего времени, с тех пор неоднократно побитый. Данный фильм нередко рассматривают как первый успешный проект в современном популярном российском кино, называют «первым российским блокбастером».
В 2005 году фильм был выпущен в английской версии, со значительными изменениями, под названием «Night Watch». В 2006 году вышел сиквел — «Дневной Дозор». Также создавались пародии другими авторами: в 2005 озвучку фильма сменили на неофициальную юмористическую и выпустили как «Ночной Базар».

## Предыстория
В 2000 году в студии «Полигон» образовался проект «Москва вампирская» по роману С. Лукьяненко «Ночной Дозор». В частности, оператором на нём должен был быть Михаил Кричман. Позже, права на проект выкупило ОРТ, планируя сделать телесериал с небольшим бюджетом, но в процессе работы проект превратился в блокбастер.

## Сюжет
Раньше землю бороздили добрые рыцари, называвшие себя Воинами Света и очищавшие её от зла и нечисти. Однажды на их пути встали злые Воины Тьмы. Во время боя главы обеих сторон увидели, что силы равны, и бой был прерван. Они заключили между собой мирный договор, по которому обе стороны, называемые Иными, больше не будут вести войны между собой. Было сказано, что будут созданы Ночной Дозор для контроля сил Тьмы и Дневной Дозор для контроля сил Света. Но через тысячу лет появится Великий Иной, которому будет суждено перейти на сторону зла, и мир погрузится во тьму.
Действие разворачивается в 1992 году в Москве. Молодой мужчина Антон Городецкий приходит к колдунье с целью вернуть жену, ушедшую к другому. Старая ведьма пообещала справиться. Осматривая квартиру колдуньи, Антон подходит к окну и видит там ЗИЛ-130 «Горсвет» и сидящих рядом людей в спецодежде. Он не придаёт этому особого значения. Ведьма предупреждает Антона, что жена ждёт ребёнка, от любовника, и при колдовстве ребёнок в утробе погибнет. Антон соглашается. Когда она почти закончила, внезапно появились те самые люди из «Горсвета» и помешали ведьме убить ребёнка. Эти неизвестные — сотрудники Ночного Дозора. Начали «дело шить» (предъявлять обвинения колдунье), но тут обнаружили, что Антон их видит, хотя дозорные были в Сумраке, параллельном мире, доступном только Иным. Следовательно, Антон тоже Иной, потенциальный, неинициированный.
Проходит двенадцать лет. Антон к тому времени стал сотрудником Ночного Дозора, «Светлым магом с тёмным прошлым». За время работы он познал все законы своей организации, а именно контроль за тёмными силами: тёмный иной, в частых случаях вампир, должен получить лицензию на убийство человека. Образ жизни Антона довольно скучноват: глушит водку, дружит с соседями-вампирами Саушкиными, отцом и сыном. Однажды он получает следующую миссию: неизвестные тёмные начали охоту за подростком Егором, который поддался на их зов. Задача Антона — проследить за ним и предотвратить охоту. Для этого он пьёт кровь свиней, настраиваясь на вампирский зов. Ему удаётся выследить мальчика в метро; тот заметил слежку и решил держаться подальше от преследующего. Но на зов он всё же продолжает поддаваться. Когда мальчик был уже в руках вампиров, злого вампира-парикмахера Андрея и его девушки Ларисы, Антон позвал подкрепление — тех самых светлых, которые брали колдунью: водитель Семен и маги-перевёртыши Илья-медведь и Катя-тигрёнок. На своём ЗИЛе они на полной скорости спешат к месту, чуть не пустив под колеса самого Завулона — главу Дневного Дозора (грузовик совершил через него кувырок). Тем временем между Антоном и Андреем происходит драка. Андрей погибает в момент, когда подоспело подкрепление, Антон же оказывается серьёзно ранен и находится при смерти. Дело заключалось в том, что Андрей нарушил Мирный Договор: он выписал лицензию на свою подругу, но охотился на другую жертву, коей оказался Егор, и тем самым нарушил Договор, вследствие чего Антону пришлось убить Андрея. Сотрудники Ночного Дозора доставляют умирающего Антона в Горсвет, где его лечит мудрый Гесер — начальник Ночного Дозора. Антон поправляется и рассказывает ему, что в метро обнаружил девушку с проклятием (воронкой) и попытался её спасти, но попытки его были тщетны. Вылеченному Антону глава Ночного Дозора дал небольшой отпуск, дав в напарники Ольгу — волшебницу в теле совы, которая должна его защищать от преследования Дневного Дозора, поскольку там не будут рады убийству Тёмного.
Насчёт девушки Гесер незамедлительно начал расследование. Он быстро выяснил имя, адрес девушки и какие ближайшие трагические события произойдут под действием воронки. Одной из ближайших жертв оказывается летящий из Анталии самолёт, дело едва не дошло до катастрофы. Девушка  Света — врач, не подозревает о том, что её прокляли, и любое её резкое движение или слово приводит к наполовину печальным последствиям. Успокоить девушку посылают Игната, бывшего сотрудника Ночного Дозора, имевшего определённую черту — он, как никто другой, умел соблазнять девушек. Игнат к тому времени решил отдалиться от работы, пожить нормальной человеческой жизнью и намечал свадьбу. Нервничая, что ему «обломали кайф», он начинает откровенничать со Светланой, и его мгновенно снимают с задания, заперев в машине Семёна.
Вампирша Лариса жаждет мести за смерть любовника. По совету ведьмы Алисы, она решает взять в заложники Егора. Об этом тут же узнали Антон и Ольга. В последний момент они приехали в дом, где жил Егор, когда в квартиру билась вампирша. Решив пройти в квартиру через Сумрак, они замечают, что Егор их видит и сам попадает в Сумрак, теряя сознание. Ольга рассказывает Егору о мире Иных, и что ему, как Иному, следует выбрать, на чьей стороне он будет: тёмной или светлой. Дома у Егора Антон обнаружил фотографию мальчика с мамой, в которой узнал свою бывшую жену, и следовательно, Егор — сын Антона, а колдунья 12 лет назад его обманула, сказав, что ребёнок чужой.
Тем временем воронка начинает развиваться, и в городе происходят ужасающие события: умирает мать соседа Светланы Максима Ивановича, работника ТЭЦ, которая вскоре взрывается, в результате чего вся Москва лишается освещения (о чём сообщается в экстренном выпуске программы новостей), люди замерзают. Во временном штабе Ночного Дозора, квартире застывших людей, не могут узнать, кто же всё-таки проклял Свету. Последней надеждой на спасение людей остаётся Антон. Его с Ольгой отзывают в штаб, а за Егором остаются присматривать Тигрёнок и Медведь. В штабе с Гесером беседует маг Завулон — глава Дневного Дозора, раздражённый поступком Антона. По требованию Гесера, он даёт ему амулет защиты и уходит. Гесер просит Антона каким-либо образом выяснить, кто же проклял Светлану. Он приходит к ней домой под видом больного пациента, но она понимает, что он здоров, и требует уйти. Антон держится у неё до последнего, пытаясь найти предлог, зачем он пришёл и в разговоре начинает понимать, что живёт девушка плохо: она не замужем, неказиста по своей натуре, мир от неё отвернулся. Последней каплей для Светы стал отказ матери на пересадку почки, на который пошла её дочь. Девушка не выдержала и прокричала «Будь я проклята». Становится понятно, что она сама себя и прокляла, и что Света — Иная. Проклятие снимают, город возвращается в прежнюю жизнь. Антон советует ей больше не говорить такого.
Во время снятия проклятия в штабе Ночного Дозора становится известно о захвате Егора: мальчик полностью поддался зову вампирши и полез на крышу своего дома, оказавшись тем самым в заложниках, а за ним потерявшие бдительность Тигрёнок и Медведь. Антон узнает об этом в квартире Светланы и приходит на крышу по требованию Ларисы. Вампирша требует у Антона снять амулет и бросить фонарь, она говорит о том, что хочет вновь стать человеком и обвиняет Светлых в несправедливости. Егор успевает бежать, и тут на место действия на лифте врывается Завулон. Лариса ранена, светлые исчезают, потерявший амулет Антон остаётся один на один с тёмным владыкой. Между ними происходит битва, Антон пытается бежать, но ему мешают сотрудники Дневного Дозора. Завулон собирается добить светлого, но ему мешает появившийся с амулетом Егор. Измученный Антон, решив, что это очередной Тёмный, достаёт отвёртку и нападает на него, владыка тьмы его останавливает. Егору предъявляют горячие аргументы того, что Антон хотел его убить не только сейчас, но и тогда, в 1992 году. Мальчик-Иной, решив, что Антон искал его все это время ради убийства, и что все светлые такие же лживые, выбирает тёмную сторону. Понимая, что это подстава Завулона, Антон начинает бессмысленно избивать его. Так появился Великий Иной, который выбрал силу зла, и мир погрузится во тьму.

## В ролях
| Актёр                | Роль                                                 |
| -------------------- | ---------------------------------------------------- |
| Константин Хабенский | Антон Городецкий                                     |
| Владимир Меньшов     | Гесер (руководитель Ночного Дозора города Москвы)    |
| Виктор Вержбицкий    | Завулон (руководитель Дневного Дозора города Москвы) |
| Мария Порошина       | Светлана Назарова (волшебница)                       |
| Галина Тюнина        | Ольга (волшебница в теле совы)                       |
| Дмитрий Мартынов     | Егор                                                 |
| Алексей Чадов        | Костя Саушкин (вампир)                               |
| Гоша Куценко         | Игнат (маг, посланный успокоить Светлану)            |
| Римма Маркова        | Дарья Шульц (ведьма)                                 |
| Мария Миронова       | Ирина Петрова, мать Егора                            |
| Валерий Золотухин    | отец Кости Саушкина, вампир                          |
| Жанна Фриске         | ведьма Алиса Донникова                               |
| Николай Олялин       | инквизитор Максим                                    |
| Илья Лагутенко       | вампир Андрей                                        |
| Алексей Маклаков     | Семён (шофёр, маг высокого уровня)                   |
| Александр Самойленко | Илья (Медведь, маг-перевёртыш)                       |
| Анна Слю             | Катя (Тигрёнок, маг-перевёртыш)                      |
| Анна Дубровская      | вампирша Лариса (подруга Андрея)                     |
| Сергей Приходько     | Пётр                                                 |
| Георгий Дронов       | Толик (аналитик Ночного Дозора)                      |
| Игорь Савочкин       | Максим Иванович                                      |
| Константин Мурзенко  | человек в метро                                      |
| Екатерина Маликова   | стюардесса                                           |
| Нуржуман Ихтымбаев   | Зоар (золотой человек, хранитель мела Судьбы)        |
| Игорь Гаспарян       | эпизод, водитель-кавказец                            |
| Кирилл Клеймёнов     | камео, ведущий новостей                              |
| Анатолий Максимов    | закадровый голос                                     |

## Съёмочная группа
- Авторы сценария: Сергей Лукьяненко, Тимур Бекмамбетов, Лаэта Калогридис (англоязычная версия)
- Режиссёр-постановщик: Тимур Бекмамбетов
- Оператор-постановщик: Сергей Трофимов
- Композитор: Юрий Потеенко
- Ведущие продюсеры: Варя Авдюшко, Алексей Кублицкий
- Генеральные продюсеры: Анатолий Максимов, Константин Эрнст
- Художник технических спецэффектов — Валерий Гранков
- Постановщик трюков: Сергей Воробьёв

## Отзывы и оценки
Российские критики сдержанно-положительно оценили фильм. Многие издания отмечали как положительную тенденцию сам факт появления такой масштабной фантастической картины. Как писал Пётр Тюленев в журнале «Мир фантастики», «„Ночной дозор“ замечателен не сам по себе, а как первая ласточка нового российского фантастического кино. <…> Отдельные недочеты простительны для первого блина». Среди недостатков картины критики отмечали сильные расхождения с первоисточником и обилие продакт-плейсмента. Положительно о «Ночном дозоре» отзывались 
Лидия Маслова в издании «Коммерсантъ», авторы сайта «Кино-Говно»  и другие. Но были и резко отрицательные обзоры: Сергей Кудрявцев в книге «3500 кинорецензий» охарактеризовал фильм как «демонстративный образец «кинематографической попсы» в её российском понимании, соответствующий телепродуктам, которые буквально впихиваются в аудиторию».
В 2010 году британский журнал Empire опубликовал список ста лучших неанглоязычных фильмов в истории кинематографа. «Ночной Дозор» занял в нём сотое место. Картина также удостоилась высокой оценки от Квентина Тарантино, который выделяет Бекмамбетова в качестве своего любимого российского режиссера из современников. Также «Ночной дозор» вошёл в список «120 главных российских фильмов» по версии «Афиши», охарактеризовавшей его как «по сути — фильм категории «B», раскрученный как первый настоящий русский блокбастер». В 2004 году журнал «Мир фантастики» назвал его главным фильмом  года, который «прорубил окно для отечественной крупнобюджетной фантастики». Годы спустя журнал признал, что этот выбор «не прошёл проверку временем», но в 2004-м фильм давал «надежду, что начинается новая эпоха — дерзкая, свободная, богатая, с большим русским кино». Журнал «Тинькофф» также включил «Ночной дозор» в свой список лучших российских фильмов .

## Награды и номинации
| Награды и номинации        | Награды и номинации                                    | Награды и номинации                                          | Награды и номинации | Награды и номинации |
| Награда                    | Категория                                              | Номинант                                                     | Результат           |                     |
| -------------------------- | ------------------------------------------------------ | ------------------------------------------------------------ | ------------------- | ------------------- |
| «Золотой орёл»             | «Лучшая работа звукорежиссёра»                         | Сергей Карпенко, Иван Титов, Юлий Ягудин, Александр Вартанов | Победа              |                     |
| «Золотой орёл»             | «Лучшая женская роль второго плана»                    | Римма Маркова                                                | Номинация           |                     |
| «Золотой орёл»             | «Лучшая операторская работа»                           | Сергей Трофимов                                              | Номинация           |                     |
| «Золотой орёл»             | «Лучшая работа художника-постановщика»                 | Валерий Викторов, Мухтар Мирзакеев                           | Номинация           |                     |
| «Европейская киноакадемия» | «Приз зрительских симпатий за лучшую работу режиссёра» | Тимур Бекмамбетов                                            | Номинация           |                     |
| «Жорж»                     | «Лучший отечественный фильм»                           |                                                              | Номинация           |                     |

В 2004 году фильм был выбран претендентом на премию «Оскар» от России, но номинирован не был и в шорт-лист не вошёл.

## Саундтрек
- «Ночной дозор» в исполнении группы «Уматурман» (слова С. Лукьяненко, В. Кристовского; муз. В. Кристовского).
- «Тёмные и светлые» в исполнении Жанны Фриске

Также фоном в ряде сцен звучат следующие композиции:
- ТТ-34 — «Джек» (драка Антона с вампиром-парикмахером);
- Звери — «Южная ночь» (попытка задержания Антона у метро);
- Мария Кодряну — «День на двоих» (телефонный разговор Гесера с Толиком)
- "Блестящие" - "А я всё летала"